# Abuwtiyuw
El perro egipcio Abuatiu, (AFI: ʔ-bwit-ʔew) también transcrito como Abuatiu (muerto antes del 2280 a. C.), fue uno de los animales domésticos más antiguos de los que se tenga documentación y cuyo nombre es conocido. Se cree que fue un perro guardián real que vivió durante la dinastía VI (2345 a 2181 a. C.), y recibió un elaborado entierro ceremonial en la necrópolis de Guiza, por órdenes de un faraón cuyo nombre se desconoce.
Una inscripción en piedra de una lápida que lista las ofrendas del faraón para el funeral de Abuatiu fue descubierta por el egiptólogo George A. Reisner en octubre de 1935. Al parecer fue parte del material spolia incorporado a la estructura de una mastaba (tumba faraónica de la época) de la dinastía VI después de la demolición de la capilla funeraria perteneciente al dueño de Abuatiu, donde probablemente había estado instalada la piedra originalmente. La lápida de piedra caliza blanca mide 54.2×28.2×23.2 cm. La inscripción se compone de diez filas verticales de jeroglíficos, separados por líneas verticales.
Abuatiu parece haber sido un lebrel, un perro de caza con cuerpo similar al de un galgo, orejas erguidas y cola rizada. La tumba en la que se descubrió su lápida se encuentra en el Cementerio G 2100, cerca de la parte occidental de la Gran Pirámide de Guiza (Pirámide de Jufu/Keops).

## Trasfondo histórico

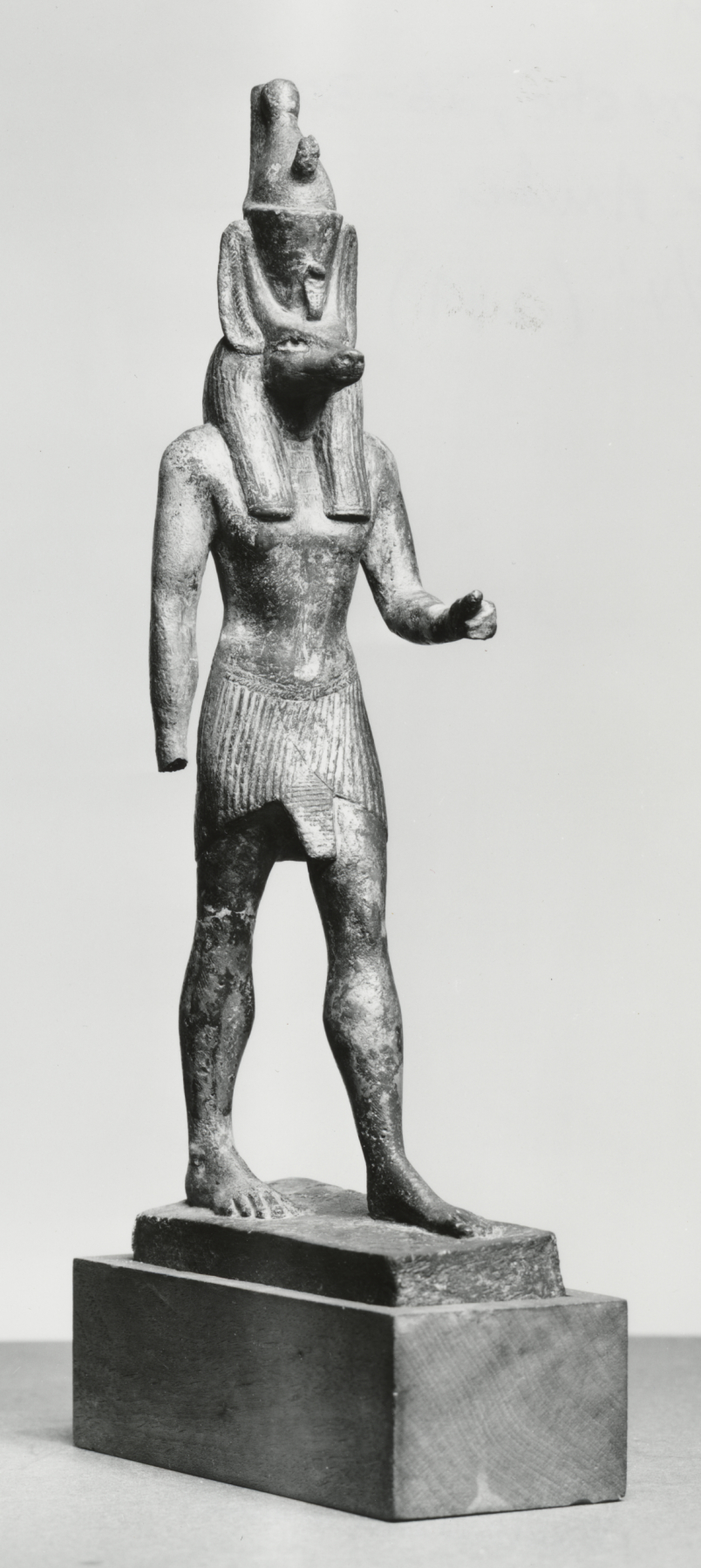
Estatua de Anubis.

Heródoto documenta que en la antigua Persia los perros eran animales protegidos, teniéndoseles en la más alta estima a lo largo de su vida. Según algunos griegos de la antigüedad, los perros del Antiguo Egipto eran tratados con el mismo respeto que gozaban en Persia, y eran comúnmente momificados después de la muerte antes de ser enterrados en las tumbas de su familia. Los antiguos egipcios y otras civilizaciones del cercano oriente creían que los perros eran seres espirituales, de forma similar a los seres humanos, y a menudo eran «asociados con deidades particulares y los poderes que ejercían». Algunos de los cementerios de las primeras dinastías reales contienen tumbas de perros, junto con las de mujeres y sirvientes de la casa real. El cementerio de Ascalón en el Distrito Meridional de Israel es quizá el más documentado de los cementerios de perros del mundo antiguo, pero perros momificados han sido desenterrados en masa a lo largo de todo Egipto, incluyendo Roda en el Alto Egipto, Tebas, Abidos, y cerca de Magaga.
Los antiguos egipcios momificaron muchas especies de animales, desde gatos y gacelas a cocodrilos, babuinos y aves. Por lo general, muchas especies animales eran consumidas como carne después de morir, pero es muy poco probable que haya sido el caso de los perros. Las radiografías de los perros exhumados en el mundo antiguo han revelado que el proceso de momificación involucraba envolver los huesos embalsamados con vendajes y colocarlos dentro de una estatua de madera de Anubis, el dios con cabeza de chacal asociado con la momificación y la vida después de la muerte en la religión del Antiguo Egipto.

## Descubrimiento
La única fuente por la que se conoce a Abuatiu es la inscripción en piedra de una lápida que pudo haber provenido de la capilla funeraria del dueño del perro. La lápida fue aparentemente spolia utilizada para la construcción de otra tumba aproximadamente en el año 2280 aC, una mastaba de la dinastía VI, después de la demolición de la capilla. Fue descubierta el 13 de octubre de 1935 por el egiptólogo George A. Reisner durante una expedición conjunta entre la Universidad de Harvard y el Museo de Bellas Artes de Boston, y retirado del lugar cuatro días después.
El hallazgo fue registrado por el fotógrafo principal de la expedición, Mohammedani Ibrahim, que tomó más de 9321 imágenes en placa de vidrio de gran formato en la expedición de Reisner. La lápida está ahora en manos del Museo Egipcio de El Cairo (número de inventario JE 67573).
Ni la tumba del perro ni la momia han sido recuperadas. La tumba en la que fue desenterrada la lápida está en el Cementerio G 2100, cerca de la parte occidental de la Gran Pirámide de Guiza (Pirámide de Jufu/Keops). La lápida de piedra caliza blanca mide 54.2×28.2×23.2 cm. La inscripción se compone de diez filas verticales de jeroglíficos, separados por líneas verticales. Parte de una correa es visible en la esquina superior derecha, lo que sugiere que la lápida mostraba una imagen de Abuatiu con su dueño.
El texto de la inscripción traducido por Reisner describe las ofrendas del faraón a modo de homenaje en el funeral de Abuatiu:

El perro que era el guardia de Su Majestad, Abuatiu es su nombre. Su Majestad ordenó que fuera enterrado [ceremonialmente], que se le diera un ataúd del tesoro real, lino fino en gran cantidad, [y] incienso. Su Majestad [también] dio ungüento perfumado, y [ordenó] que una tumba sea construida para él por las cuadrillas de albañiles. Su Majestad hizo esto por él para que él [el perro] pueda ser honrado [ante el gran dios, Anubis].

## Interpretación

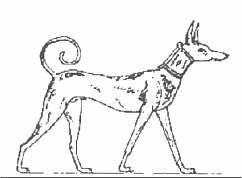
Imagen de un perro Tchasam en la tumba de Intef II, c. 2065 a. C.

A pesar de que era común enterrar a los perros en el antiguo Egipto, el funeral de Abuatiu fue inusualmente elaborado, un honor normalmente reservado para los seres humanos de la clase alta. Las ofrendas del faraón sugieren que el cadáver fue momificado, como se era habitual en los seres humanos de la época, en la creencia de que el Ka (esencia vital) del muerto entraría en su vida futura a través del entierro ceremonial.
Aunque no se han encontrado imágenes de Abuatiu, el texto le caracteriza como un  Ṯsm (Tchazam/Tchasam), un perro de caza con cuerpo similar al de un galgo, orejas erguidas y cola rizada. El perro Tchazam aparece en las representaciones del Egipto predinástico, por lo que es una de las razas de perro más antiguas que se conozcan, e imágenes de estos perros son comunes en toda la historia del Antiguo Egipto. Según Reisner, el nombre «Abuatiu» no es completamente traducible, pero conjeturó que bw («bu»)  es una representación onomatopéyica del ladrido de un perro, ya que este componente se encuentra a menudo en los nombres de perro del Antiguo Egipto. Edward C. Martin Jr. afirma que el nombre, o su variante transcrita como Abutiu, significa «Con Orejas Puntiagudas», que se adapta a la descripción del Tchazam.